# سبيد مارتن
سبيد مارتن (بالإنجليزية: Speed Martin)‏ هو لاعب كرة قاعدة أمريكي، ولد في 15 سبتمبر 1893، وتوفي في 14 يونيو 1983 في ليمون غروف في الولايات المتحدة.

## وصلات خارجية
- سبيد مارتن على موقعبيزبول رفرنس.كوم (الدوري الرئيسي) (الإنجليزية)
- سبيد مارتن على موقعبيزبول رفرنس.كوم (الدوري الثانوي) (الإنجليزية)